# Іхлара
Ущелина Іхлару знаходиться на території однойменної долини, в  Туреччині, і є частиною історичної області Каппадокія, розташовуючись за 100 км від Невшехіру. Є довгим та глибоким каньйоном вулканічного походження протяжністю близько 14 км. У нижній частині каньйону тече річка Мелендіз, уздовж якої лежить широка звивиста стежка, що тягнеться по всій довжині ущелини.

## Особливості
Природною чарівністю та природною величчю каньйон Іхлару не вичерпує всі свої достоїнства. Прямо в його стрімких стінах багато років тому християни-пустельники побудували чудові храми, з'єднавши їх між собою за допомогою вирубаних проходів, які стали своєрідним підземним лабіринтом. На сьогоднішній день тут знайдено кілька десятків печерних храмів і монастирів, але лише деякі з них на даний момент перебувають в доброму стані. Найбільше число обителей розміщується на дні каньйону, куди ведуть сходи з 400 сходинок. При цьому деякі церкви розташовані на досить крутих виступах, потрапити на які можна, лише подолавши важкий шлях по вузьких саморобним драбинках, на пристойній висоті.

## Загальна інформація
Каньйон Іхлару має вулканічне походження і складає в довжину понад 14 км при висоті 150 м, починаючись біля однойменного поселення і закінчуючись у села Селімі. Найближче більш-менш велике місто,  Аксарай, знаходиться в 40 км від ущелини. Місцевий час відстає від київського на 1 годину влітку і на 2 взимку. Часовий пояс UTC +2 і UTC +3 в літню пору року.

## Короткий екскурс в історію
Єдиними мешканцями ущелини за всі епохи були ченці, що почали будівництво церков в каньйоні в IV ст. нашої ери. Спочатку храми були прикрашені простими і невибагливими фресками сирійського походження, але потім з'явилися  мозаїки, а кольорова гамма значно розширилася. За весь час тут було створено понад 100 церков, але для відвідування сьогодні відкриті лише 13. Кожна з них має свою назву і певний стиль оформлення.

## Клімат
У даному регіоні переважає помірно континентальний клімат. Середня температура повітря в літні місяці коливається в районі +28-30 градусів. Дощів в цей період майже не буває, на відміну від зими, коли опади не рідкість, а стовпчик термометра може опускатися до нуля. Для подорожей в долину Іхлара найбільше підходить проміжок з травня по вересень.

## Транспорт
Доїхати до ущелини можна практично з будь-якої точки Туреччини. Найбільш популярними туристичними центрами, максимально наближеними до Іхлару, є Невшехір і селище Гйореме. Звідти, а також з міста Аксарай, до місця можна дістатися на таксі або на екскурсійних автобусах.

## Пам'ятки
Однією з найвідоміших церков ущелини є храм святого Даниїла, розташований поруч зі спуском. Це назву він отримав завдяки фресці, де зображений старозавітний пророк в рові з левами. Неподалік від нього розміщуються «Храм з терасами», що датується IV ст. і «Ароматний храм», з фресками Благовіщення, Різдва Христового та Таємної Вечері. На протилежному березі каньйону звертають на себе увагу «Зміїний храм», з цікавими зображеннями рептилій, а також храм святого Георгія і хрестово-купольний храм Диреклі-Кілісе, з фресками XI–XII ст.
У долині Іхлару вздовж безпосередньо самого каньйону, розташовується відразу кілька населених пунктів. Серед них особливо виділяється древнє селище Селімі, з безліччю значних скельних стовпів, в яких розміщується цілий ряд церков. Житлові масиви підіймаються вгору по гірському схилу і надають селу трохи романтичний відтінок. Поруч з мостом через Мелендіз лежить поселення Іхлара, а трохи далі Селімі розкинулося селище Белісирма, яке настільки «прилипає» до скель, що в темний час доби зливається з навколишніми пейзажами і стає зовсім непомітним. На північному березі долини, на гребені хребта, що тягнеться за напрямом до стародавнього вулкану  Гюллюдаг, знаходиться чернече поселення Гюзельюрт, де крім житлових кварталів із звичайними невисокими будинками, сусідять старі грецькі будівлі з різьбленими фасадами і досі населені печери, розміщені у туфових утвореннях. Трохи східніше Гюзельюрт лежить загадкова Монастирська долина, де є понад 50 скельних комплексів з таємничими церквами та монастирями, побудованими в середні століття.

### Церкви каньйону— шедеври світової архітектури
Церкви цього краю заворожують не тільки своїм зовнішнім виглядом, а й своїми поетичними назвами. Так, наприклад, церква Агач Алти Кілісе — це «Церква під деревами». І дерев тут дійсно в надлишку, завдяки м'якому клімату вони досягають величезної висоти.
Поруч з Агач Алти Кілісе розташувалася церква Сюмбюлю Кілісе, що означає «Церква гіацинтів». Фасад цієї церкви прикрашають арочні ніші.
Вражає своєю пишністю церква Кокар Кілісе, назва якої перекладається буквально, як «Церква, яка погано пахне», її будівництво датується IX ст. Тут можна побачити світло-зелені фрески на сірому тлі. Також ця церква цікава своїми похоронними камерами.
Церква Іланлі Кілісе, або «Церква змій», також знаходиться в цих мальовничих місцях. Свою назву вона отримала завдяки фресці, на якій зображені чотири грішниці, на яких нападають змії.
Ще одна перлина цього краю — це церква Еріташ Кілісе, яка раніше слугувала усипальницею. На фресках цієї церкви відтворені сцени з Життя Христа і Богородиці.
І це лише деякі з церков, які розташовані в Долині Іхлару, тут їх близько ста, однак до огляду відкриті лише 14 з них. Хоча, напевно, і цього цілком достатньо, щоб насолодитися красою древнього зодчества — чудовими церквами, висіченими в скелях.
Крім церков у Долині Іхлару є житлові будинки, які являють собою печери, в стінах яких могли проживати близько п'яти тисяч жителів. Як і церкви, не всі печери відкриті для відвідування, а лише шість із них. Ці житла являють собою пам'ятки древньої культури, які чудово вписуються в живописний краєвид, намальований самою природою: неспішна течія річки, соковита зелень листя і буйство фарб польових квітів.

## Ресурси Інтернету
- Достопримечательности Турции. Ущелье Ихлара  [Архівовано 23 жовтня 2013 у Wayback Machine.]
- Каньон Ихлара
- Розповідь з фотографіями про подорож по долині Іхлара в серпні 2011 р.